# Beccaria (motorfiets)
Beccaria is een Italiaans historisch merk van motorfietsen.
De bedrijfsnaam was: Beccaria & Revelli, Mondovi, Cuneo.
Hoewel dit een Italiaans merk was produceerde men er van 1924 tot 1928 typisch Engelse motorfietsen. Er werden ook Britse inbouwmotoren toegepast: 346cc-Villiers-tweetaktmotoren en 347cc-zij- en kopklepmotoren van Blackburne. De hadden allemaal Sturmey-Archer-drieversnellingsbakken, kettingaandrijving, velgremmen en een trapeziumvork.